# وادی سمائل
وادی سمائل (به عربی: وادی السمائل)  و وادی بنی عوف و وادی الحوقین نام سه درهٔ و سه روستای کوهستانی و مشهور در کشور پادشاهی عمان است، و یکی از (نقاط دیدنی سلطنت عمان) به‌شمار می‌آید.
عرض این درها متفاوت است و از ۱۵ تا حدود ۸۰ متر عرض دارند، اما درازی دره‌ها در حدود ۳۰۰ کیلومتر می‌باشد. این دره‌ها از شمال به جنوب درجریان است به‌طوری‌که از کوههای مسقط وامارات متحده عربی شروع شده‌است و از مناطق داخلی عبور می‌کند و در جنوب از سهل باطنه می‌گذرد و در ساحل دریای عرب به دریا می‌ریزند. در طول مسیر این دره‌ها و از دوجانب لب دره‌ها روستاهای بزرگ وکوچک وجود دارد وباغهای مرکبات در دوطرف دره به چشم می‌خورد.

## باغهای مرکبات
ودرخاتی چون لیموترش، انبه، پرتقال، لیمو شیرین، نخل خرما، گوآوا، لوز، بادام، انار، پاپای، موز و دیگر درختهای صیفی وشتوی می‌کارند، همچنین در مواسم باران جو و گندم و عدس نیز می‌کارند، ساکنان این مناطق باضافه کشاورزی از کوهای اطراف روستاهای خود عسل نیز جمع‌آوری می‌کنند ومی فروشند، عسل این مناطق طعم مخصوصی دارد و گران قسمت است.
ناگفته نماند که در این منطقه چند وادی بزرگ وکوچک وجود دارد، بزرگ‌ترین وادی همانطور که قبلاً گفته شد وادی «سمائل» است که بین شهر مسقط درساحل و ازکی و نزوی در داخل می‌باشد. بنا براین عمانیها این منطقه که رشته‌کوه‌هایی در ناحیه غربش واقع شده‌است کوههای «کوه حجر غربی» نامگذاری نموده‌اند، اما منطقهٔ جبل اخضر وشهرهای رستاق و نَخل و العوابی و غیره که سلسله کوه‌های شرقی در آن واقع شده‌است در وادی سمائل سلسله «کوه حجر شرقی» می‌نامند.

## پیرامون وادی سمائل
در این وادی شهر سمائل و بدبد و غیره واقع می‌باشد. اما بزرگ‌ترین نقطه در این رشته کوه‌ها در زنجیره کوههای حجر جبل شمس در منطقهٔ جبل اخضر می‌باشد که ارتفاعش از سطح زمین ۳ هزار متر است. سپس یک نوار باریکی از ساحل در منطقه القرم در مسقط وبین شاطیء صخری به این مرتفعات پایان می‌دهد، مانند رأس مسندم در اقصی شمال کشور عمان.

## فهرست منابع و مآخذ
- سلطنة عمان، مسقط: وزارة الاعلام، ۱۹۹۲ میلادی تاریخ وارد شده در |سال= را بررسی کنید (کمک)
- السلطان:قابوس، البوسعید،  موسوعة  دلیل الأعلام: مسقط، چاپ اول، سال ۱۹۹۸ میلادی. (به عربی).
- عمان فی عام  ۱۹۸۶ (عام الحصاد والتراث) إصدار وزارة الإعللام، دارالعرب للطباعة والنشر والتوزیع، ۱۹۸۶ میلادی .
- لفتنانت کونیل، سیر آرنولد ویلسون، ،  «(تاریخ عمان والخلیج)»  ،. انتشار سال ۱۹۸۸  میلادی.
- دکتر:ادوارد، هندرسون، “ (ذکریات عن دولة الإمارات و سلطنة عمان) “، چاپ موتیف ایت للنشر، مطبعة راشد، عجمان ۱۹۸۸ میلادی.